# سولونچاک (آستراخان)
سولونچاک (به لاتین: Solonchak) یک منطقهٔ مسکونی در روسیه است که در استان آستراخان واقع شده‌است.